# T. Carmi
T. Carmi (en hebreu, ט. כרמי) (Nova York, 31 de desembre de 1925 - 20 de novembre de 1994) fou un escriptor i traductor israelià.
Com a traductor se centrà, sobretot, a traduir les obres de Shakespeare a l'hebreu.
Es va a traslladar a Israel després de la Guerra araboisraeliana del 1948.

## Llista d'obres en hebreu
- Mum Ve-Halom (Imperfecció i somni) - poesia, Machbarot Lesifrut, 1951
- Ein Prahim Shehorim (No hi ha flors negres) - poesia, Machbarot Lesifrut,1953
- Sheleg B'Yerushalayim (Neva a Jeruralem) - poesia, Sifriat Poalim, 1956
- Ha-Yam Ha-Aharon (La darrera mar) - poesia, Machbarot Lesifrut, 1958
- Nahash Ha-Nehoshet (La serp de llautó) - poesia, Tarshish, 1961
- Ha-Unicorn Mistakel Ba-Mar'ah (L'unicorn es mira al mirall) - poesia, Tarshish, 1967
- Teviah (La petició) - poesia, Tarshish, 1967
- Davar Aher (Una altra versió) - poesia, Am Oved, 1970
- Hitnatzlut Ha-Mehaver (Escuses d'autor) - poesia, Dvir, 1974
- El Eretz Aheret (En una altra terra) - poesia, Dvir, 1977
- Leyad Even To'im (En la pedra de les perdudes) - poesia, Dvir, 1981
- Bifnim (Dintre), - poesia, Centro Grafico Burston 1981
- Hatzi Ta'avati (La meitat del meu desig) - poesia, Hakibbutz Hameuchad, 1984
- Ahat Hi Li (Una per jo) - poesia, Sifriat Poalim, 1985
- Shirim Min Ha-Azuvah (Monòlegs i altres poesies) - poesia, Dvir, 1988
- Emet Ve-Hovah (Veritat i altres conseqüències) - poesia, Dvir, 1993
- Shirim (Selecció poètica) - poesia, Dvir, 1994